# Zhenjiang
Zhenjiang (în chineză: 镇江市) este un oraș din provincia Jiangsu, China. Are o suprafață de 3.840,32 km². Populația este de 3.113.384 locuitori, determinată în 2010.